# Chryse et Argyre
Pour les articles homonymes, voir Chryse et Argyre.
Chryse (ou Orille) et Argyre (ou Argire, ou Argyte) sont deux îles légendaires évoquées par plusieurs ouvrages de l'Antiquité et du Moyen Âge. Situées dans l'océan Indien, elles sont censées être faites d'or (chrysos en grec) et d'argent (argyros).

## Sources les mentionnant

### Mégasthène
Mégasthène, géographe grec, les mentionne dans son Indica (rédigées en 310 av. J.-C.), :

Reconstitution de la carte du monde de Pomponius Mela par l'historien. Les îles Fortunées sont en haut à droite, près des monts Taurus (qui s'étendent ici de la Turquie vers le sous-continent indien).

« Au-delà de l'embouchure de l'Indus se trouvent deux îles, Chryse et Argyre, qui fournissent une réserve de métaux si abondante que beaucoup d'écrivains prétendent que leurs sols sont constitués d'or et d'argent. »lire en ligne

— Mégasthène, Indica

### Pomponius Mela
Vers 43, le géographe romain Pomponius Mela publie De situ orbis libri (ou De chorographia) :

« Près du promontoire Tamnos est l’île Chrysé; près du Gange, celle d’Argyré. Suivant une tradition ancienne, le sol de l’une est d’or, et celui de l’autre est d’argent: d’où l’on peut induire, ou que ces îles ont pris leur nom de la réalité de la chose, ou que le nom a donné naissance à la fable. »lire en ligne

— Pomponius Mela, De situ orbis libri, Livre III, chapitre VII.

### Pline l'Ancien
Pline l'Ancien, naturaliste romain, les évoque dans son Histoire naturelle (écrite en 74), en parlant des régions proches du fleuve Indus :

« Mais auparavant il faut citer d'autres îles : Patalé, que nous avons dit être à l'embouchure même de l'Indus, de figure triangulaire, de 220.000 pas de large; hors de I'embouchure du fleuve, les îles de Chryse et d'Argyre, abondantes, je pense, en mines; car je suis peu disposé à croire ce que quelques-uns ont rapporté, que le sol en est d'or et d'argent; à 20.000 pas, l'île de Crocala; à 12.000, l'île de Bibaga, pleine d'huîtres et de coquillages ; puis, à 9.000 pas, Toralliba, et plusieurs autres sans nom. »lire en ligne

— Pline l'Ancien, Histoire naturelle, Livre VI, chapitre XXIII., partie 11
Toujours dans le livre VI, il parle aussi d'un promontoire Chryse, peut-être le même lieu que l'île de Chryse.

### Périple de la mer Érythrée
Le Périple de la mer Érythrée, « périple » anonyme (généralement daté entre le Ier siècle et le IIIe siècle) décrit l'Inde. Il indique qu'en face du Gange se trouve la dernière contrée habitée de l'Orient, une île de l'océan, Chrysé. Il n'est pas de marché de la mer Érythrée qui fournisse d'aussi belle écaille de tortue. Les très grands vaisseaux qui font le voyage jusque-là sont appelés kolandia (en).

### Denys le Périégète

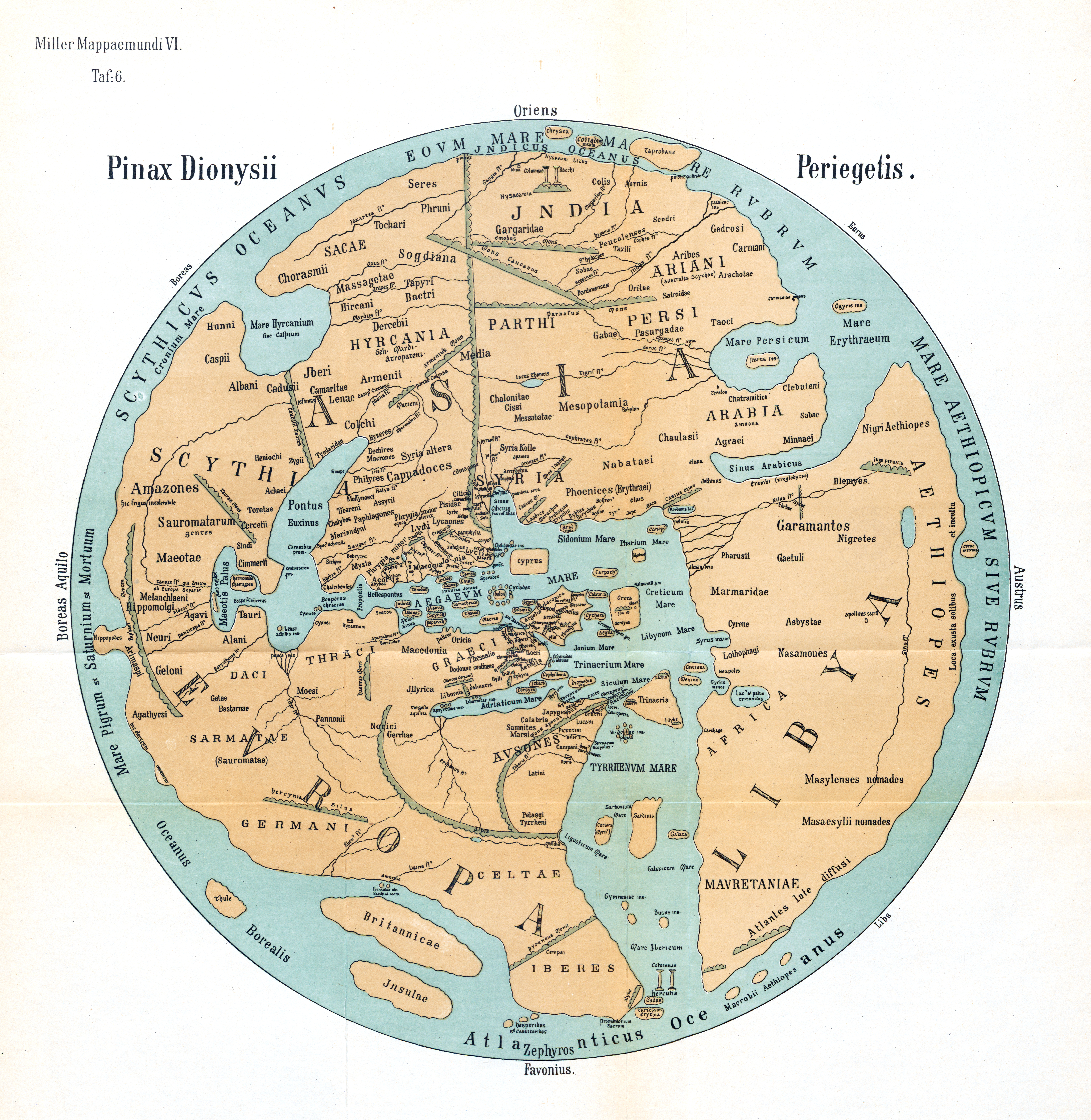
Carte établie par l'historien, d'après Denys le Périégète. L'île de Chrysea est tout en haut.

Denys le Périégète évoque l'île de Chrysea dans son Voyage autour du monde (IIe – IIIe siècle de notre ère). Il la localise dans l'océan après l'embouchure du Gange, près d'une île appelée Coliadis, qui elle-même avoisine Taprobane.

### Isidore de Séville

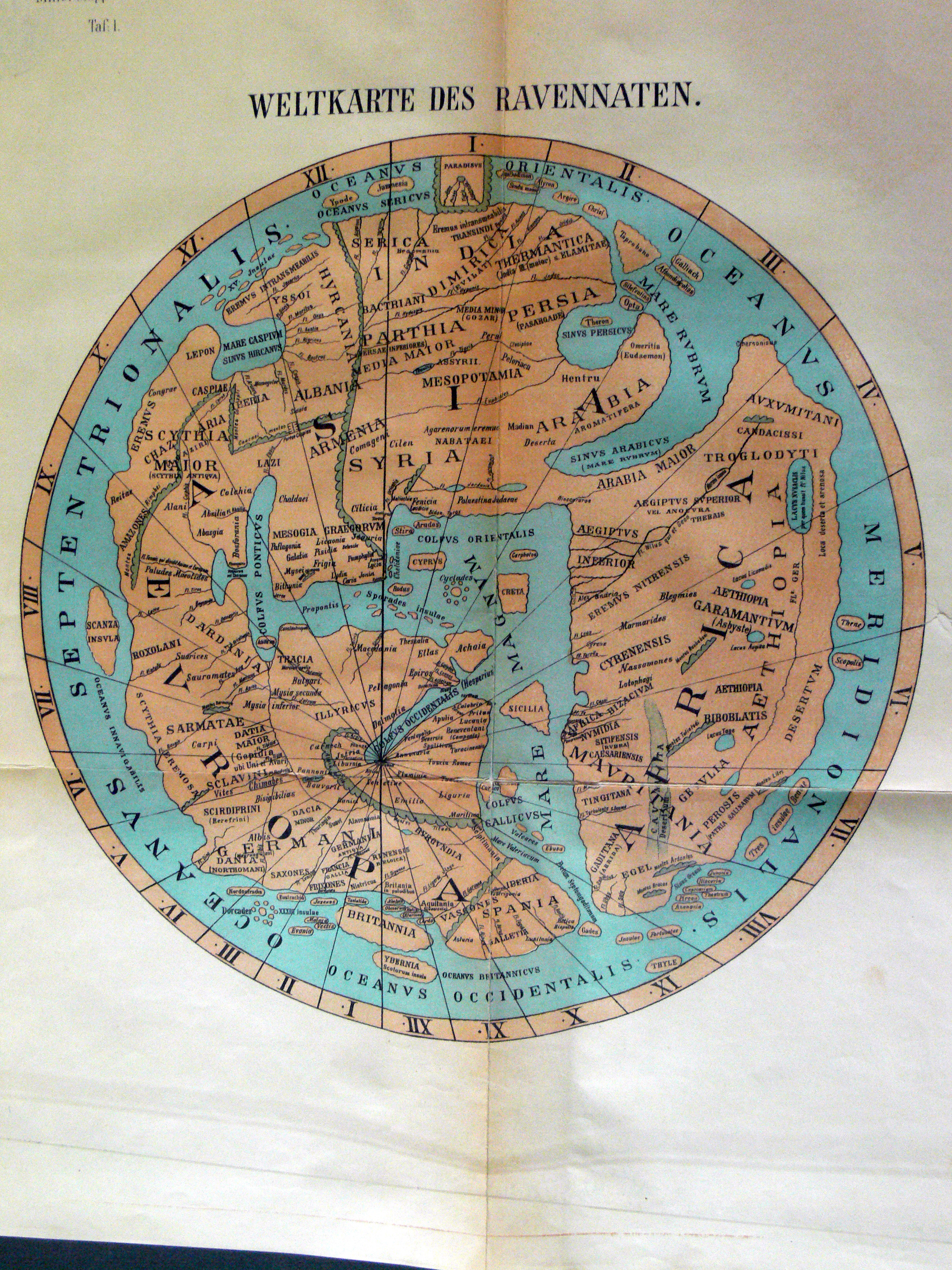
Carte réalisée par, illustrant les informations contenues dans la Cosmographie de Ravenne.

Isidore de Séville, en parle dans deux passages de son Etymologiae (parue en  625) :

« India being summoned by the river Indus, which is enclosed on the western side. This, in the south as far as the stretches of the sea to the rising of the sun, and from the north even to the mountain of the  Caucasus arrives at a, having a great nations, and the towns of, and the Isle Taprobanen also filled with precious stones, and the elephants, and Chrysa and the fruitful Argyren with gold and silver, the leaves of the trees Tilen also never talks about. »lire en ligne

— Isidore de Séville, Etymologiae, Livre XIV, 3., [5]

« I will at Chryse and the islands in the Indian Ocean, situated, so much so a fruitful abundance of the mines of gold, that most of them have silver and the surface of the writers', and so, and the words, were given. »lire en ligne

— Isidore de Séville, Etymologiae, Livre XIV, 6., [11]

### Anonyme de Ravenne
Un certain Anonyme de Ravenne, clerc à Ravenne, compile vers 700 une liste de toponymes du monde entier : la Cosmographie de Ravenne.
En 1898, le cartographe allemand Konrad Miller (de) réalise une carte à partir de cette liste. Il place Chrisi et Argire à côté de Taprobane (Sri Lanka), dans la section II.

### Brunetto Latini
Brunetto Latini dans son ouvrage Li livres dou Tresor (de) (vers 1220-1294) évoque brièvement ces îles dans sa description de l'Asie :

« Hors de Inde sont .ii. illes, Eride et Argite, ou il a si tres grant chose de metal que li plusor quident ke toute la terre soit or et argent. »lire en ligne

— Brunetto Latini dans son ouvrage  (de), Li livres dou Tresor, Livre 1, Chapitre XXIII, 20.

### Jean de Mandeville
Jean de Mandeville, dans son Livre des merveilles du monde (rédigée entre 1355 et 1357), évoque quantité d'îles asiatiques, dont certaines sont imaginaires. Il parle notamment de Chryse (qu'il nomme Orille) et Argyre (Argyte) :

« A côté de cette île (Taprobane), vers l'est, deux autres îles. Et l'on appelle celle-là Orille, et celle-là Argyte, dont toute la terre est mine d'or et d'argent. Et ces îles sont juste à l'endroit où la mer Rouge se sépare de la mer océane. Et dans ces îles, les hommes n'y voient pas d'étoiles aussi clairement qu'ailleurs. Car il n'y a pas d'étoiles, mais une seule étoile claire que les hommes appellent Canapos. Et il n'y a pas la lune vue dans toute la lunaison, sauf seulement le deuxième quartier. »lire en ligne

— Jean de Mandeville, Livre des merveilles du monde, Chapitre XXXIII

### Martin Behaim

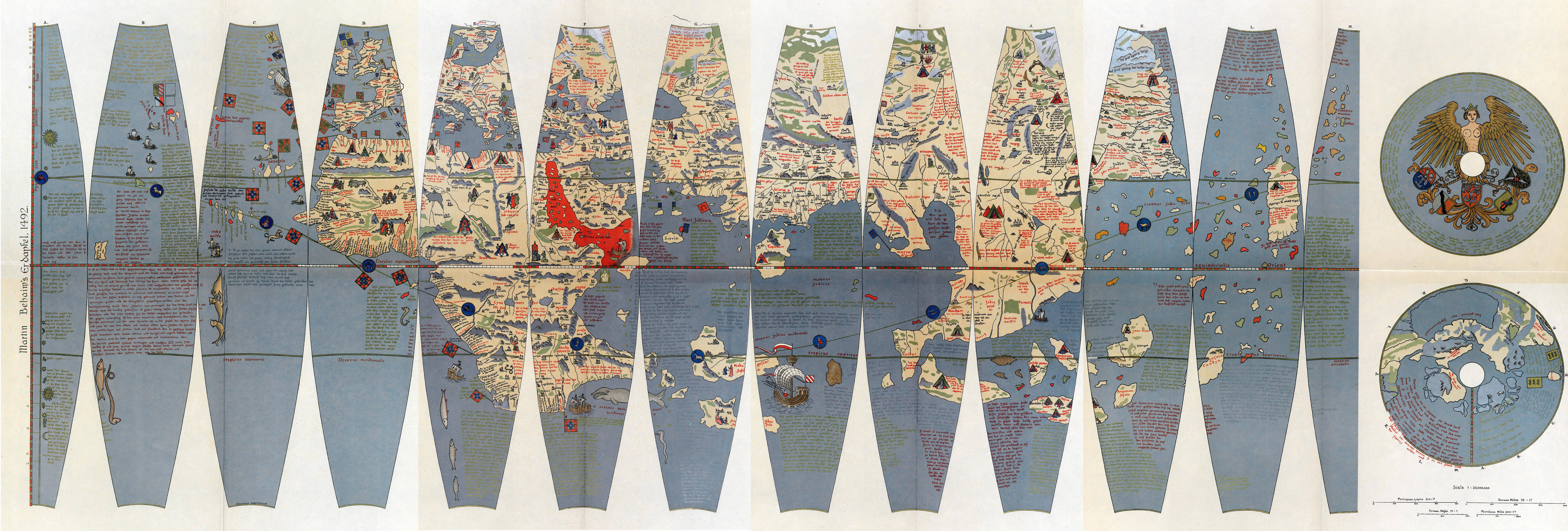
Fac-similé moderne d'Erdapfel de 1492. Chryse et Argyre sont dans la même section de carte (l'avant-dernière) que Cipangu, avec Crise (Chryse) juste à l'ouest de sa pointe sud, de couleur jaune-brun ; Argire (Argyre) est au sud-ouest de Chryse, de couleur blanche. À noter l'absence des Amériques.

En 1492, le cartographe allemand Martin Behaim créa son globe Erdapfel, une des dernières représentations cartographiques du monde avant la découverte de l'Amérique par Christophe Colomb. Il plaça ces îles près du Japon, peut-être parce que Le Livre de Marco Polo (1298) célébrait le Japon, qu'il appelle Cipangu, comme étant riche en or et en argent. En effet Behaim est connu pour avoir utilisé à la fois Pline et Marco Polo comme sources.

## Localisation des îles
Robert von Heine-Geldern (de) indique que Sumatra était dans l'antiquité « l'île d'or » par excellence, l'île Chrysé du Périple de la mer Érythrée, ainsi que le Suvarnadvîpa des textes sanscrits. Il rajoute que des mines d'or très anciennes y ont été découvertes.
Selon une note d'une édition de l'Histoire naturelle, ces îles pourraient être identifiées, soit à la zone côtière birmane de Rakhine, soit avec la péninsule de Malacca.
Un emplacement proposé pour l'île d'Argyre par Edi Suhardi Ekadjati (id) est le royaume de Salakanagara à Java, basé sur le fait que Salakanagara signifie « île d'argent » en sanskrit.